# 22. Reserve-Division (Deutsches Kaiserreich)
Die 22. Reserve-Division war ein Großverband der Preußischen Armee im Ersten Weltkrieg. Sie unterstand zu Kriegsbeginn dem IV. Reserve-Korps unter General Hans von Gronau. 

## Gliederung

### Kriegsgliederung bei Mobilmachung 1914
- 43. Reserve-Infanterie-Brigade
  - Reserve-Infanterie-Regiment Nr. 71
  - Reserve-Infanterie-Regiment Nr. 94
  - Reserve-Jäger-Bataillon Nr. 11
- 44. Reserve-Infanterie-Brigade
  - Reserve-Infanterie-Regiment Nr. 32
  - Reserve-Infanterie-Regiment Nr. 82
- Reserve-Jäger-Regiment zu Pferde Nr. 1
- Reserve-Feldartillerie-Regiment Nr. 22
- 1. Reserve-Kompanie/Magdeburgisches Pionier-Bataillon Nr. 4
- 2. Reserve-Kompanie/Magdeburgisches Pionier-Bataillon Nr. 4

### Kriegsgliederung vom 28. März 1918
- 43. Reserve-Infanterie-Brigade
  - Reserve-Infanterie-Regiment Nr. 71
  - Reserve-Infanterie-Regiment Nr. 82
  - Reserve-Infanterie-Regiment Nr. 94
  - 2. Eskadron/Schweres-Reserve-Reiter-Regiment Nr. 1
- Artillerie-Kommandeur Nr. 96
  - Reserve-Feldartillerie-Regiment Nr. 22
  - I. Bataillon/Bayerisches 2. Fußartillerie-Regiment
- Pionier-Bataillon Nr. 322
- Divisions-Nachrichten-Kommandeur Nr. 422

## Gefechtskalender

### 1914
- 25. bis 27. August --- Schlacht bei Solesmes und Le Cateau
- 28. bis 30. August --- Kämpfe an der Somme
- 2. September --- Gefecht bei Creil
- 5. bis 9. September --- Schlacht am Ourcq
- ab 12. September --- Kämpfe an der Aisne

### 1915
- bis 18. Oktober --- Kämpfe an der Aisne
- 18. Oktober bis 3. Dezember --- Reserve der OHL
  - 20. Oktober bis 3. November --- Herbstschlacht in der Champagne (Teile der Division)
- ab 3. Dezember --- Stellungskämpfe in der Champagne

### 1916
- bis 29. Februar --- Stellungskämpfe in der Champagne
- 2. März bis 14. Juni --- Schlacht um Verdun
  - 12. März bis 12. April --- Kämpfe um den „Toten Mann“
  - 8. bis 12. Mai --- Kämpfe um Höhe 304
  - 20. bis 29. Mai --- Kämpfe um den „Toten Mann“
- 26. Juni bis 1. Juli --- Reserve der OHL
- 1. bis 15. Juli --- Schlacht an der Somme
- 16. Juli bis 10. November --- Stellungskämpfe in der Champagne
- 11. bis 26. November --- Schlacht an der Somme
- ab 27. November --- Stellungskämpfe an der Somme

### 1917
- bis 15. März --- Stellungskämpfe an der Somme
- 16. März bis 18. Mai --- Kämpfe vor der Siegfriedfront
- 21. Mai bis 3. Juni --- Stellungskämpfe in Flandern und Artois
- 4. Juni bis 4. August --- Sommerschlacht in Flandern
- 4. August bis 2. Oktober --- Stellungskämpfe in Flandern und Artois
- 2. bis 22. Oktober --- Herbstschlacht in Flandern
- 22. Oktober bis 3. Dezember --- Stellungskämpfe in Lothringen
- ab 4. Dezember --- Stellungskämpfe im Oberelsass

### 1918
- bis 6. April --- Stellungskämpfe im Oberelsass
- 9. bis 18. April --- Schlacht bei Armentières
- 10 bis 29. April --- Schlacht um den Kemmelberg
- 30. April bis 13. Mai --- Stellungskrieg in Flandern
- 19. Mai bis 10. Juni --- Kämpfe an der Ancre, Somme und Avre
- 11. Juni bis 30. Juli --- Stellungskämpfe vor Verdun
- 30. Juli bis 23. August --- Stellungskämpfe in der Champagne
- 23. August bis 3. September --- Abwehrschlacht zwischen Somme und Oise
- 3. September bis 9. Oktober --- Kämpfe vor der Siegfriedfront
  - 19. September bis 9. Oktober --- Abwehrschlacht zwischen Cambrai und St. Quentin
- 9. Oktober bis 4. November --- Kämpfe vor und in der Hermannstellung
- 5. bis 11. November --- Rückzugskämpfe vor der Antwerpen-Maas-Stellung
- ab 12. November --- Räumung des besetzten Gebietes und Marsch in die Heimat

## Kommandeure
| Dienstgrad                             | Name                  | Datum                                |
| -------------------------------------- | --------------------- | ------------------------------------ |
| Generalleutnant                        | Otto Riemann          | 2. August 1914 bis 24. Juli 1916     |
| Generalmajor                           | Karl von Riedl        | 25. Juli bis 19. Dezember 1916       |
| Generalleutnant                        | Eberhard von Hofacker | 20. Dezember 1916 bis 5. Januar 1917 |
| Generalleutnant/General der Artillerie | Theodor Schubert      | 6. Januar 1917 bis 8. Oktober 1918   |
| Generalmajor                           | Franz Sydow           | 9. Oktober 1918 bis 18. Januar 1919  |